# Mistrzostwa Polski w Boksie 1946

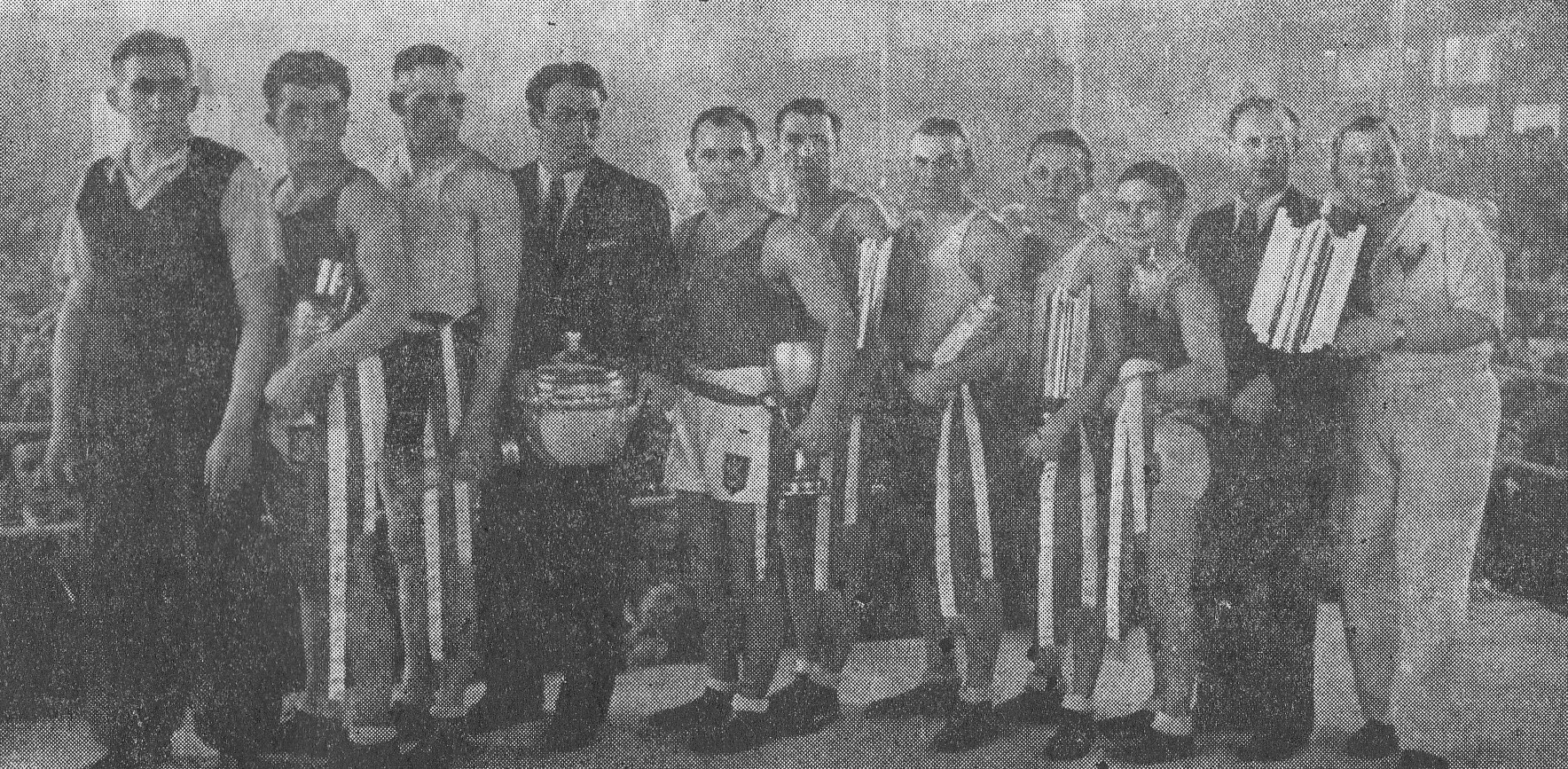
Zwycięzcy mistrzostw, do lewej: Tomasz Konarzewski (trener), Władysław Niewadził, Franciszek Szymura, Antoni Kolczyński, Jerzy Olejnik, Zygmunt Koziołek, Antoni Komuda, Maksymilian Grzywocz i Tadeusz Stasiak

17. Mistrzostwa Polski w boksie mężczyzn odbyły się od 4 do 7 kwietnia 1946 roku w Łodzi. Startowało 63 zawodników.

## Medaliści
| Kategoria:                    | Złoto:                               | Srebro:                               | Brąz:                                                                |
| waga musza (do 50,8 kg)       | Tadeusz Stasiak (ŁKS Łódź)           | Marian Sowiński (Grom Gdynia)         | Józef Borowicz (Zryw Bydgoszcz) Jerzy Patora (Grochów Warszawa)      |
| waga kogucia (do 53,5 kg)     | Maksymilian Grzywocz (Skra Zabrze)   | Sadłowski (Orzeł Warszawa)            | Eugeniusz Nowicki (Groble Kraków) Edmund Sobkowiak (Orzeł Warszawa)  |
| waga piórkowa (do 57,2 kg)    | Antoni Komuda (WMKS Katowice)        | Tadeusz Rogalski (Warta Poznań)       | Aleksy Antkiewicz (MKS Gdynia) Jan Choina (Lublinianka)              |
| waga lekka (do 61,2 kg)       | Zygmunt Koziołek (Warta Poznań)      | Zbigniew Kowalski (ŁKS Łódź)          | Stanisław Woźniakiewicz (Zryw Łódź) Józef Żórawski (CKS Częstochowa) |
| waga półśrednia (do 66,7 kg)  | Jerzy Olejnik (ŁKS Łódź)             | Aleksander Grądkowski (WMKS Katowice) | Edward Berg (CKS Częstochowa) Zygmunt Wikliński (OM TUR Grudziądz)   |
| waga średnia (do 72,6 kg)     | Antoni Kolczyński (Grochów Warszawa) | Hieronim Sobczak (Warta Poznań)       | Bednarz (Zryw Bydgoszcz) Jan Pieniążek (Groble Kraków)               |
| waga półciężka (do 79,4 kg)   | Franciszek Szymura (Warta Poznań)    | Stanisław Jaskóła (Geyer Łódź)        | Józef Archacki (Energa Warszawa) Alfons Stocki (Pomorzanin Toruń)    |
| waga ciężka (powyżej 79,4 kg) | Władysław Niewadził (ŁKS Łódź)       | Jan Klimecki (Warta Poznań)           | Edward Drabkowski (Radomiak) Henryk Figiel (Baildon Katowice)        |

Drużynowo 1. miejsce zajęła Łódź, 2. Wrocław, 3. Śląsk.